# الحجة التطورية ضد المذهب الطبيعي
الحجة التطورية ضد المذهب الطبيعي (بالإنجليزية: The evolutionary argument against naturalism)‏ هي حجة فلسفية تؤكد وجود مشكلة في الاعتقاد بكل من التطور والطبيعة الفلسفية في وقت واحد. اقترحت هذه الحجة لأول مرة من قبل ألفين بلانتينغا في عام 1993 و"تثير قضايا تهم علماء المعرفة، وفلاسفة العقل، وعلماء الأحياء التطورية، وفلاسفة الدين". تجادل الحجة بأن الاعتقاد المشترك بكل من النظرية التطورية والطبيعية هو هزيمة ذاتية معرفيًا. والحجة وراء ذلك هي أنه إذا كان كل من التطور والطبيعية صحيحين، فإن احتمال وجود قدرات معرفية موثوقة منخفض. وتأتي هذه الحجة بمثابة توسيع لحجة العقل، على الرغم من أنهما حجج فلسفية منفصلة.